# Viviana Gibelli
Viviana Águeda Gibelli Gómez (Caracas; 22 de diciembre de 1966) es una productora, presentadora de televisión, actriz y locutora de nacionalidad venezolana e italiana.
Su carrera alcanzó reconocimiento internacional gracias al programa: La guerra de los sexos, el cual fue un éxito en más de 26 países del mundo y condujo junto a Daniel Sarcos y Winston  Vallenilla en sus últimas 4 temporadas. además de haber sido la presentadora oficial de Complicidades, Viviana a la medianoche, El circo de las cómplices, el país de caramelo, el Míster Venezuela (2000-2005), La Gala de la belleza del Miss Venezuela (1997-2009) y Miss Venezuela (2010-2013); También ha actuado en exitosas telenovelas como Ka Ina (1995), Pecado de amor (1996), El país de las mujeres (1998) y Gata Salvaje (2002).

## Biografía
Viviana Gibelli nacida el 22 de diciembre de 1966 en Caracas, Venezuela, hija de padre ítalobrasileño y madre cubana. Gibelli no solo posee la nacionalidad venezolana sino que también posee la nacionalidad italiana. Estudió inicialmente biología y posteriormente se cambiaría de carrera a medicina en la Universidad Central de Venezuela, carrera que no logró ejercer totalmente, pero que le sirvió para reafirmar su vocación por el servicio social.
Fue seleccionada como segunda finalista  en el Miss Venezuela 1987, representando al estado Monagas, esto de la mano de Paulette Dossier. Gibelli serie designada  como Miss Wonderland Venezuela por la Organización Miss Venezuela, y marca su trayectoria con el concurso Miss Wonderland celebrado en China y Japón, figurando como Reina del Continente Americano
Después prosiguió su carrera como animadora y participó en años posteriores en diversos programas de televisión, como en el matutino de variedades Complicidades del canal venezolano Venevisión que estuvo durante más de tres años en pantalla. 
Allí, Viviana fungía de presentadora junto a Eva Gutiérrez, Maite Delgado y Raquel Lares y posteriormente se agregó Delta Girbau. La popularidad de este programa la llevó a realizar, varios programas como: Complicidades, El Circo de las Cómplices y El País de Caramelo (programas infantiles) y ¡Qué Chicas! (serie de televisión).
Consecutivamente, Viviana es contactada por Arquímedes Rivero para encabezar el unitario Cóctel Fatal, donde tendría de pareja a Gustavo Rodríguez, esta sería la prueba de fuego superada que la llevaría en 1993 a protagonizar el dramático Por amarte tanto, donde comenzaría un amor ficticio con Jean Carlo Simancas que sería extendido hasta su segunda telenovela, Ka Ina, escrita por César Miguel Rondón y que situada en la selva amazónica contaba el enfrentamiento de dos jóvenes mujeres por el amor de un ingeniero. 
Para 1996, Viviana personifica a Esperanza Hernández en Pecado de amor, la historia más larga producida por Venevisión, ésta se narró en 325 capítulos.
No solo anima y actúa, sino que en 1997 grabó un disco tras el apoyo del productor Joaquín Riviera, donde acaba firmando contrato con la disquera Sony Music por 3 CD. 
Desde 1999, Gibelli logró su definitiva proyección internacional tras la exitosa novela El país de las mujeres y la animación de espacios televisivos en Venezuela, Estados Unidos y toda Sudamérica. 
Condujo programas internacionales como Viviana en la medianoche y La guerra de los sexos y además ha sido presentadora invitada en programas de la cadena Univisión como Despierta América, Anda pal' cará (en Puerto Rico) y Escándalo TV entre otros. En mayo del 2004 participó junto a su compañero Daniel Sarcos en Aprieta y gana de la cadena RCTV.
En una película, considerada como muy polémica llamada Baño de Damas, con un elenco de artistas de varios países del continente, se ha caracterizado por su capacidad para hacer muchas cosas de manera simultánea.
En 2000 abrió una pastelería en sociedad con su hermano, un centro de estética corporal y próximamente estará inaugurando un restaurante en el Aeropuerto Internacional de Maiquetía Simón Bolívar en Maiquetía, de La Guaira, Venezuela. 
El 15 de julio de 2005 coronó sus primeros 18 años de trayectoria profesional con su debut en teatro, en una excelente pieza del escritor español Jordi Galcerán, "El método Grönholm", que despertó las mejores críticas para su trabajo, con lo cual agrega un éxito más a su indetenible carrera. 
El 12 de abril de 2009, Viviana Gibelli dio a luz a través de una Cesárea a una niña fruto de su relación, con su esposo David Akinín, a la que le pusieron por nombre Aranza Sofía. En abril de 2010, confirmó que esperaba a su segundo hijo que nació el 19 de septiembre de 2010, llamado Sebastián Salomón. En ese mismo año comparte la animación del Miss Venezuela 2010 con Maite Delgado, Chiquinquirá Delgado y Boris Izaguirre, desde la ciudad de Maracaibo en el Estado Zulia. 
En 2011, con la salida de Maite Delgado de Venevisión, Viviana se convierte en la imagen femenina del canal. En 2013, conduce el Reality Todo Por La Corona, y tiene una participación especial en el Miss Venezuela 2013.
En 2014 confirma la salida del aire de La guerra de los sexos, pero a su vez pasa a conducir el segmento La magia de ser miss en Súper Sábado Sensacional.

## La Guerra de los Sexos
La carrera de Gibelli se catapultó a la fama internacional en 2000, cuando de la mano del productor Ricardo Peña se convirtió en la figura femenina principal de La guerra de los sexos, producción de Venevisión que se emitió en más de 26 países del mundo, obteniendo altos números de audiencia en la televisión hispana y que tuvo múltiples giras en vivo en el Festival Internacional de la Orquídea, en Maracaibo desde la Plaza de toros Monumental de Maracaibo ante más de 35.000 espectadores.
Del éxito éxito programa Gibelli logró ser la modelo oficial de distintas marcas y hasta lanzó con éxito al mercado una muñeca de sí misma. Gibelli condujo el programa durante casi 15 años, de los cuales casi 10 años lo hizo en compañía de Daniel Sarcos.

## Trayectoria

### Telenovelas
| Año       | Título                 | Rol                  |
| --------- | ---------------------- | -------------------- |
| 2007      | Arroz con leche        | Ella misma           |
| 2002      | Gata salvaje           | Jacqueline Tovar     |
| 2000      | Amantes de luna llena  | Pamela               |
| 1998-1999 | El país de las mujeres | Pamela Fuentes Gómez |
| 1996      | Pecado de amor         | Esperanza Hernández  |
| 1995      | Ka Ina                 | Catalina Miranda     |
| 1993      | Por amarte tanto       | Laura Velásquez      |

### Programas de televisión
| Período                                 | Evento/Programa                       | Rol                                                                     |
| --------------------------------------- | ------------------------------------- | ----------------------------------------------------------------------- |
| 1988-1989                               | Complicidades                         | Presentadora                                                            |
| 1989-1992                               | El Circo de las cómplices             | Presentadora                                                            |
| 1991 -1993                              | El país de caramelo                   | Presentadora                                                            |
| 1997-1998 2004 2011                     | Confidencias con... Viviana Gibelli   | Presentadora                                                            |
| 1999-2001                               | Viviana a la medianoche               | Presentadora                                                            |
| 2000-2013                               | La guerra de los sexos                | Presentadora                                                            |
| 1997-2003 2006-2015                     | Gala de la belleza del Miss Venezuela | Presentadora                                                            |
| 2004                                    | Aprieta y gana                        | Concursante                                                             |
| 2000-2014                               | Súper sábado sensacional              | Animadora del Super Bingo de la BondadAnimación de La magia de ser Miss |
| Miss Venezuela 2010 Miss Venezuela 2013 | Miss Venezuela                        | Presentadora                                                            |
| 2013                                    | Miss Venezuela, todo por la corona    | Presentadora                                                            |
| 2016-presente                           | Viva Viviana                          | Presentadora                                                            |

### Teatro
- El método Grönholm Caracas-Venezuela, 15 de julio al 15 de noviembre de 2005.
- El Mundo de Oz Caracas-Venezuela
- La Bella Durmiente y El Príncipe Valiente Caracas-Venezuela
- Hércules Caracas-Venezuela
- Hasta Que El Matrimonio Nos Separe Caracas-Venezuela

### Películas
- Baño de damas

### Series
- Qué chicas - 1988-1991, Venezuela
- Coctél Fatal (Unitario) - 1993, Venezuela